# Colégio das Ordens Militares
Colégio das Ordens Militares, também designado por Colégio das Ordens Militares de Santiago da Espada e de São Bento de Avis, era uma escola superior, situado em Coimbra, integrado na sua Universidade de Coimbra, cujo edifício ficava situado na continuação da Couraça de Lisboa, na rua dos Militares, junto ao antigo Castelo.
Tinha por finalidade acolher os colegiais da Ordem de São Bento de Avis e da Ordem de Santiago da Espada, para estudarem a Sagrada Teologia e Direito Canónico. 
A pedido de D. Jorge de Melo, prior-mor de S. Tiago e de D. Lopo de Sequeira, prior-mor de S. Bento, este como representante da Mesa de Consciência e Ordens, foi iniciada a sua construção 25 de julho de 1615.
Os seus estatutos determinavam que os freires admitidos deveriam ter vinte e cinco anos de idade, dois anos de estudo de religião e que não fossem dos estratos baixos da sociedade. Determinavam também que a capela fosse no lugar mais decente do colégio, para aí os colegiais assistirem às missas e nela tinha de haver três altares, e no maior ficava o Santíssimo Sacramento.
Cada colegial tinha a sua cela, onde estudavam 3,30 horas por dia.
Em 1834 ao serem abolidas todas as ordens religiosas, na sequência da revolução liberal, as militares não escaparam e esta estrutura deixou de ter funções.
Em 1853 no seu edifício foi instalado o Hospital dos Lázaros.
Em meados do século XX foi o edifício destruído.